# Gerardo I di Cambrai
Gerardo I (prima del 980 – 14 marzo 1051) fu vescovo di Cambrai e Arras dal 1012 alla morte.

## Biografia

### Origini e primi anni
Gerardo proveniva da una stirpe rispettata e ricca; suo padre Arnolfo, che era figlio a sua volta di un certo Goffredo, conte di Hainaut, forse da identificare con Goffredo, duca della Bassa Lorena, era un signore ereditario di Florennes nella contea di Namur e vi aveva fondato un monastero; la madre era Ermentrude, figlia del duca di Lorena Goffredo il Prigioniero. Nella prima giovinezza Gerardo entrò nella scuola di Reims, il cui arcivescovo Alberone era un parente da parte di madre. Qui strinse amicizia con il futuro abate dell'abbazia di Saint-Vanne Riccardo a Verdun, che ebbe un ruolo significativo nella storia del movimento di riforma monastica all'inizio dell'XI secolo. Ebbe come maestro Gerberto di Aurillac, il futuro papa Silvestro II.

### Carriera ecclesiastica
A differenza di Riccardo, Gerardo non divenne monaco, ma entrò invece nella cappella di corte del re Enrico II e, sebbene avesse appena ricevuto l'ordinazione diaconale, fu da lui nominato nel gennaio 1012 come successore del vescovo Erlwin di Cambrai. Enrico aveva voluto che Gerardo fosse consacrato vescovo a Bamberga, la cui diocesi era stata creata pochissimi anni prima, davanti all'episcopato tedesco riunito, il che risaliva alle circostanze speciali della diocesi di Cambrai, che politicamente apparteneva all'impero, ma ecclesiasticamente era suffraganea dell'arcidiocesi di Reims.
Ma Gerardo, il cui primo principio durante i suoi quasi quarant'anni di amministrazione fu quello di evitare ogni conflitto, se possibile, con prudente cautela, respinse questa richiesta e ricevette l'ordinazione episcopale a Reims il 27 aprile 1012. Durante il regno di Enrico II, Gerardo ebbe un ruolo significativo negli affari dell'impero e in particolare nelle parti occidentali di esso. Già nel 1012 o 1013, su sua proposta, Goffredo II della stirpe delle Ardenne fu nominato duca della Bassa Lorena, in quell'occasione cercò invano di mediare la pace tra il nuovo duca e il conte Lamberto I di Lovanio, così come in seguito si adoperò sempre per riportare la pace nelle faide locali in Lorena.
D'altra parte, rifiutò di partecipare alla pace generale conclusa intorno al 1020 dai vescovi della provincia ecclesiastica di Reims, perché ciò avrebbe significato, secondo Gerardo, un'ingerenza del potere ecclesiastico nei diritti e nei doveri del regno, cui spettava il compito di mantenere la pace con il pugno di ferro, e perché l'invocazione di simili patti di pace non avrebbe fatto altro che aumentare il numero degli spergiuri. Nel 1012 prese parte all'assedio della fortezza di Metz da parte di Enrico II e nel 1021 frequentò all'Hoftag di Nimega, nella quale fu decisa la terza Italienzug di Enrico II. Nel maggio 1023 si recò alla corte francese di Roberto il Pio con l'abate Riccardo come inviato dell'imperatore e fece in modo che i due sovrani si incontrassero a Ivois nell'agosto dello stesso anno, durante il quale accompagnò Enrico.
Nel 1024 Gerardo convocò un sinodo ad Arras per affrontare una presunta eresia fomentata dagli eretici di Gundolfo. Gli atti di questo sinodo, gli Acta Synodi Atrebatensis, conservano una sintesi della dottrina cristiana ortodossa dell'inizio dell'XI secolo e delle pratiche di pace contemporanee. Secondo l'autore del testo, gli eretici furono convinti dalla spiegazione di Gerardo sull'ortodossia, rinunciarono alla loro eresia e si riconciliarono con la Chiesa. Nel 1025 criticò Reginardo, appena nominato vescovo di Liegi, per aver semplicemente rilasciato i sospetti eretici dopo che questi avevano fatto una dichiarazione di fede ortodossa, e per aver permesso a qualcuno scomunicato a Cambrai di essere sepolto in terra consacrata a Liegi.

### Impegno politico
Dopo la morte di Enrico II, non si unì apertamente al partito lorenese che si era formato contro Corrado II, ma trattenne il riconoscimento di quest'ultimo fino a quando non rese omaggio insieme ai duchi lorenesi nel Natale del 1025. L'influenza di Gerardo alla corte di Corrado II fu meno significativa rispetto a quella di Enrico II, e addirittura ebbe rapporti molto tesi con Enrico III nel 1041 e nel 1042, forse in relazione alla sua opposizione agli sforzi favoriti dal re per il riconoscimento della pace di Dio (tregua Dei), che era stata trapiantata dall'Aquitania e dalla Borgogna alla Francia settentrionale e alla Lorena.
All'interno della sua diocesi, Gerardo fu in aspra lotta per la maggior parte della sua reggenza con il castellano Gualtiero di Cambrai, che spesso, con l'appoggio del Baldovino IV di Fiandra, interferì con i suoi diritti episcopali. Anche quando Gualtiero fu assassinato nel 1041 nella chiesa di Santa Maria a Cambrai, i conflitti non terminarono. Rifiutandosi di seppellirlo in terra consacrata, la vedova di Gualtiero, Ermentrude, e il suo secondo marito Giovanni, balivo di Arras, perpetuarono le ostilità. Giovanni occupò il castello di Cambrai per il figliastro minorenne e Gerardo, per proteggere i suoi possedimenti ecclesiastici da ulteriori devastazioni, fu costretto ad assolvere il defunto castellano anche dopo la morte e a permetterne la regolare sepoltura. Solo la morte del figlio di Gualtiero, avvenuta poco dopo, liberò il vescovo da queste persecuzioni e costrinse Giovanni, che desiderava ottenere per sé il feudo vacante, a moderarsi, senza tuttavia concludere la questione fino alla morte del vescovo.

### Ultimi anni e morte
Nei possedimenti familiari di Florennes, Gerardo fondò il monastero di San Giovanni, che affidò all'abate Riccardo di Saint-Vanne. Fece anche riformare il monastero di Pietro e Paolo a Hautmont vicino a Maubeuge, espulse i canonici che vi si erano insediati illegalmente e protesse l'abate Folkuin, nominato da Riccardo, dalle macchinazioni dei chierici espulsi. Anche la riforma del monastero di Lobbes ordinata dal vescovo Wolbodo di Liegi, così come la liberazione del monastero di San Ghisleno dalle oppressioni del conte Reginardo V di Mons da parte di Corrado II e la restituzione del monastero di Burtscheid alla diocesi di Liegi da parte di Enrico II ebbero luogo con la partecipazione di Gerardo. Cambrai iniziò la ricostruzione della piccola e fatiscente cattedrale di Santa Maria nel 1023 (1021), che fu consacrata il 18 ottobre 1030 (1027?). Anche la fortificazione di Cateau Cambrésis, con la costruzione di una possente torre di conci, e la fondazione e dotazione del monastero di Sant'Andrea in questo luogo, consacrato il 22 settembre 1025, sono opera sua.
Gerhard morì dopo una lunga e grave malattia il 14 marzo 1051; gli succedette il prevosto Lieberto, che era stato da lui educato.

## Fortuna storiografica
Si fece un nome nella storiografia facendo scrivere a un certo Fulberto la vita del vescovo Autberto di Cambrai (633-69?) e facendo scrivere a un canonico della sua chiesa, a lui vicino ma di cui non si conosce il nome, la storia del vescovato di Cambrai, i Gesta Episcoporum Cameracensium, una delle fonti più importanti per la storia della Lorena.
Gerardo fu il primo teorico conosciuto a fornire una giustificazione della divisione della società europea in "tre ordini". Scrivendo tra il 1023 e il 1025, osservò, secondo le parole di Georges Duby, il quale dedica un intero capitolo del suo celebre Lo specchio del feudalesimo al comparto ideologico di Gerardo, "che esistevano distinzioni tra gli uomini, una disuguaglianza essenziale che poteva essere compensata solo dalla carità, dalla misericordia e dal servizio reciproco" nel quadro della legge naturale divinamente ordinata.